# نان بريتون
نان بريتون (بالإنجليزية: Nan Britton)‏ هي كاتبة مذكرات ومؤرخة أمريكية، ولدت في 9 نوفمبر 1896 في ماريون في الولايات المتحدة، وتوفيت في 21 مارس 1991 في ساندي في الولايات المتحدة.